# Krzemieniewo (osada w województwie wielkopolskim)
Krzemieniewo – osada w Polsce położona w województwie wielkopolskim, w powiecie leszczyńskim, w gminie Krzemieniewo.